# Microstylum mexicanus
Microstylum mexicanus là một loài ruồi trong họ Asilidae. Microstylum mexicanus được Martin miêu tả năm 1960.